# Leteča veverica
Leteča veverica (znanstveno ime Glaucomys volans) je ena od dveh vrst rodu Glaucomys. Druga je nekoliko večja vrsta Glaucomys sabrinus. Leteča veverica ne leti v pravem pomenu besede, ampak lahko prejadra velike razdalije od drevesa do drevesa s pomočjo letalne kožice.

## Način življenja
Živi visoko v drevesih, da lahko jadra z enega drevesa na drugo in se s tem izogne različnim sovražnikom na tleh, a je vseeno lahek plen za ptiče plenilce. Verjetno je prav to razlog za nočno življenje letečih veveric, čeprav so še vedno poslastica za velike sove. Živijo v drevesnih duplinah, ki so jih prej izdolbli detli ali druge vrste ptičev. Poleti živi bolj samotarsko, pozimi pa se združijo v skupino 20 živali, da se medsebojno grejejo. Pri zelo nizkih temperaturah pa padejo celo v zimski spanec in se zbudijo le takrat, ko so lačne ter pojejo del hrane, ki so si jo jeseni prihranile. Življenjska doba traja okoli 10 let.

## Razmnoževanje
Parijo se po enem letu zgodaj spomladi ali zgodaj poleti. Brejost pri njih šteje približno 40 dni. Po tem roku samička skoti od 2 do 6 nemočnih, nebogljenih, golih in slepih mladičev. Po dveh mesecih se skupaj z materjo učijo letati. Mati jih nadzoruje in, če slučajno padejo, jih prinese nazaj v gnezdo. Sprva jih nauči, kako naj startajo, jadrajo in varno pristanejo. Ko so že malo starejši, jih vzame na nočne pohode, kjer ji pomagajo iskati hrano. Mati skrbi zanje do naslednje pomladi.

## Način prehranjevanja
Leteče veverice pri hrani niso preveč izbirčne in jejo praktično vse: orehe, semena, sadje, lišaje, gobe, mlade poganjke, insekte, pajke, jajca in mlade ptiče. Imajo velike oči in s tem oster vid. Imajo tudi natančen sluh in občutljive brke, s katerimi lahko otipajo hrano. Hrano pojejo na licu mesta, le orehe in semena si prihranijo za zimo.

## Nahajališče
Živi v vzhodnem delu severne Amerike od Kanade do Mehike, vsepovsod kjer so prisotna visoka drevesa.

## Način leta
Pred startom se usmeri proti cilju in oceni razdalijo in smer. Nato odskoči z raztegnjenimi udi in letalsko kožico ter zajadra med vejami. Tik pred pristankom dvigne rep pokonci, da se telo postavi skoraj navpično in pristane z vsemi štirimi tacami na deblu drevesa. Leteča veverica lahko spreminja napetost in obliko letalske kožice, da lahko natančno določi smer letenja.

## Refrence
1. ↑  Linzey, A. V. & NatureServe (Hammerson, G. (2008). Glaucomys volans . Rdeči seznam IUCN ogroženih vrst 2008. IUCN 2008. Pridobljeno: 6 January 2009.